# 게자리 DX
게자리 DX는 게자리에 있는 적색 왜성이다. 이 별은 태양 질량의 9퍼센트 정도이며, 밝기가 때때로 다섯 배 정도까지 증가하는 플레어 별이다. 이 별은 겉보기 등급이 +14.9에 불과하여, 지구에서 맨눈으로 관찰할 수는 없다. 게자리 DX는 태양에서 18번째로 가까운 별로 거리는 지구에서 11.82광년이며, 게자리에 있는 별들 중에서는 두 번째로 가깝다.

## 같이 보기
- 가까운 별 목록